# Етуяха (верхний приток Айваседапура)
Етуяха — река в России, протекает по Ямало-Ненецкому АО. Устье реки находится в 117 км по левому берегу реки Айваседапур. Длина реки составляет 48 км.
Исток — в болотистой местности, возле озера Томчаруягунто
Притоки: Хадутатысынянъяха, Тумнумыяха.

## Данные водного реестра
По данным государственного водного реестра России относится к Нижнеобскому бассейновому округу, водохозяйственный участок реки — Пур. Речной бассейн реки — Пур.
Код объекта в государственном водном реестре — 15040000112115300058302.